# Chennai City Football Club
Il Chennaiyin City è una società calcistica indiana con sede nella città di Chennai.

## Strutture

### Stadio
Il Marina Arena è uno stadio a Chennai. Ha una capacità di 40.000 posti.

## Palmarès

### Competizioni nazionali
- I-League: 1

2018-2019

### Altri piazzamenti
- Super Cup:

Semifinalista: 2019

## Organico

### Rosa
| N. |                   | Ruolo | Calciatore                  |
| -- | ----------------- | ----- | --------------------------- |
| 2  | India (bandiera)  | D     | Shaji Antony                |
| 3  | India (bandiera)  | D     | Tarif Akhand                |
| 4  | Serbia (bandiera) | C     | Vladimir Molerovic          |
| 8  | India (bandiera)  | C     | Ahmed Sahib                 |
| 9  | India (bandiera)  | C     | Vijay T                     |
| 10 | Serbia (bandiera) | A     | Demir Avdic                 |
| 11 | India (bandiera)  | C     | Umasankar M                 |
| 12 | India (bandiera)  | C     | Charles Anandraj (capitano) |
| 13 | India (bandiera)  | P     | Kabir Thaufiq               |
| 14 | India (bandiera)  | A     | Monish G                    |
| 15 | India (bandiera)  | C     | Vijay Nagappan              |
| 16 | India (bandiera)  | C     | Vineeth Kumar Velurugan     |
| 17 | India (bandiera)  | C     | Pravitto Raju               |
| 18 | India (bandiera)  | D     | Harikrishna AU              |

| N. |                      | Ruolo | Calciatore           |
| -- | -------------------- | ----- | -------------------- |
| 20 | India (bandiera)     | C     | Jockson Dhas         |
| 22 | India (bandiera)     | C     | Sriram Boopathi      |
| 24 | India (bandiera)     | C     | Ranjeet Pandre       |
| 26 | India (bandiera)     | A     | Syed Suhail Pasha    |
| 27 | India (bandiera)     | A     | Ameerudeen Mohaideen |
| 28 | India (bandiera)     | D     | Pradison Mariyadasan |
| 31 | India (bandiera)     | P     | Prateek Kumar Singh  |
| 32 | India (bandiera)     | D     | Lijo Francis         |
| 33 | India (bandiera)     | D     | Shankar Sampingiraj  |
| 35 | India (bandiera)     | D     | Jishnu Balakrishnan  |
| 36 | India (bandiera)     | C     | Varun Mathur         |
| 43 | India (bandiera)     | A     | Rajesh S             |
| 44 | Serbia (bandiera)    | D     | Elvedin Skrijelj     |
| 45 | Singapore (bandiera) | C     | Iqbal Hussain        |